# Clarinete
El clarinete es un instrumento musical de la familia de los instrumentos de viento-madera que consta de una boquilla con caña simple. Dentro de la orquesta, se encuentra en la sección del viento-madera, junto a la flauta, el oboe, el 

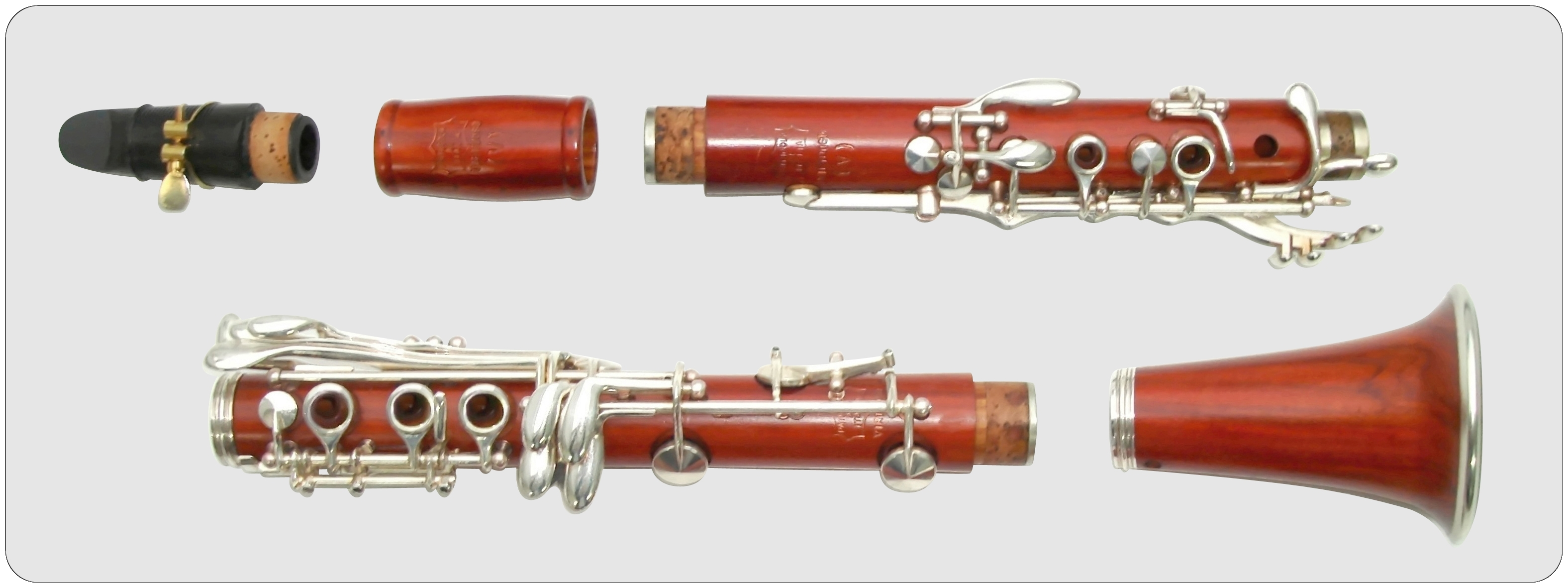
Arriba: boquilla, barrilete, cuerpo superior; Abajo: cuerpo inferior, campana

saxofón y el fagot.

## Descripción
El clarinete pertenece a la familia de los instrumentos de viento-madera, al igual que la flauta, el oboe y el fagot. Es un aerófono de lengüeta simple. La lengüeta está hecha de caña de la especie Arundo donax. El cuerpo del instrumento puede estar hecho de madera (tradicionalmente de ébano o granadillo), ebonita, ABS. Su perfeccionamiento, en el siglo XIX, con un sistema de llaves mejorado lo situó en un lugar privilegiado entre los instrumentos. La belleza de su timbre lo hace apto para interpretar pasajes como solista además de ser un instrumento de enorme agilidad y sonoridad, en especial para la ejecución de trinos y cromatismos.
El nombre proviene del término clarín, que se usaba antiguamente para referirse a trompeta natural empleada en su registro más agudo. En el Barroco se exigía un uso cada vez más amplio de esos agudos de la trompeta porque de esta manera se podía aprovechar el registro melódicamente más completo, ya que al subir por la gama de armónicos estos se encuentran más unidos ahí que en el registro grave donde los intervalos son más grandes. Hoy en día esto se combate en los instrumentos de metal mediante el uso de pistones o válvulas pero en el siglo XVII los trompetistas tenían que conseguirlo gracias a su técnica y habilidad, combinando la fuerza del diafragma y la destreza de la embocadura. Además tenían que saber interpretar líneas melódicas bastante virtuosas con todo tipo de alteración cromática. Así que a veces facilitaban esa difícil tarea empleando un chalumeau en su registro agudo o un "clarinete" (pequeño "clarín"). Por eso, el registro más grave del clarinete se llama 'chalumeau' y el siguiente, constituido por los primeros armónicos, 'clarín'.
El timbre del clarinete es rico en matices y posibilidades expresivas. Junto a la flauta y el violín es el instrumento más ágil de la orquesta; puede emitir cualquier matiz extremo en cualquiera de sus registros, lo que hace de este instrumento una voz sumamente versátil, dicha capacidad de emitir matices extremos en cualquier registro es única entre todos los instrumentos de viento. También es uno de los instrumentos con una de las extensiones más grandes en su registro: el soprano alcanza casi cuatro octavas (desde un mi2 y por encima hasta las posibilidades del músico) y los modernos clarinetes bajos ampliados sobrepasan las cuatro octavas.
Su característico timbre se debe a la geometría cilíndrica de su cuerpo, lo que produce una casi anulación de los armónicos pares, lo que —desde el punto de vista espectral— lo hace parecido a una onda cuadrada. Como consecuencia, cuando el ejecutante abre el portavoz, el salto de nota no es de ocho notas como en el oboe, el fagot (cuya geometría es cónica) o la flauta (en la que, aun siendo cilíndrica, el tubo es un cilindro abierto), sino de doce (o sea, una octava más una quinta). El segundo armónico (par) ha sido ignorado. El sistema más generalizado actualmente en el diseño de las llaves del clarinete es el de Böhm.
Se han escrito grandes obras y conciertos para el clarinete, entre los que destaca uno de los conciertos mejor valorados de la historia, el Concierto en la mayor para clarinete y orquesta de Wolfgang Amadeus Mozart.

### Partes
- Boquilla: es la pieza donde va colocada la caña y el instrumentista coloca la boca para realizar la embocadura. La caña es una tira fina de un material (suele ser madera) que gracias al viento que se produce cuando sopla el instrumentista la caña vibra produciendo un sonido en el instrumento.
- Barrilete: es el elemento que articula la boquilla con el cuerpo superior del instrumento.
- Cuerpo superior: es donde se coloca la mano izquierda al tocar y posee parte del mecanismo del instrumento.
- Cuerpo inferior: es donde se coloca la mano derecha al tocar y posee parte del mecanismo del instrumento.
- Campana: Situada en la parte inferior y cumple una función acústica que permite la proyección del sonido durante la ejecución.

## Historia
El clarinete tiene sus raíces en los primeros instrumentos de lengüeta única utilizados en la Antigua Grecia. En Europa se creó un instrumento todavía muy simple, el chalumeau, que llegó a ser popular en Francia en los siglos XV y XVI y que constaba de 7 agujeros. Entre finales del siglo XVII y comienzos del XVIII, el chalumeau fue modificado para que una de las llaves, hasta entonces usada para añadir notas extras al registro de fundamentales, se aprovechara como llave de registro para producir armónicos a una doceava (octava+quinta) por encima de su registro fundamental. En este momento y de este principio nació el primer clarinete. Este desarrollo se suele atribuir al fabricante de instrumentos, el alemán Johann Christoph Denner. Los originales instrumentos de Denner tenían pocas llaves y le faltaban algunas notas entre el registro grave —el chalumeau— y el 'clarín', pero él y otros fabricantes iban añadiendo llaves hasta acabar de rellenar el hueco o 'paso' entre los dos registros Se fabricó un instrumento por primera vez con una extensión cromática completa de más de dos octavas y medio en el año 1791, el mismo año en que se ocupó el primer puesto de profesor de clarinete en el Conservatorio de París y también en el que Mozart escribió su célebre concierto para el instrumento.El clarinete clásico de Mozart típicamente tenía ocho agujeros para los dedos y cinco llaves.
Esto marca el comienzo de la evolución del instrumento hasta su estado actual, en el que hay fundamentalmente dos tipos de clarinetes según el mecanismo: el sistema Boehm usado en casi toda Europa, Asia y América y el Öhler utilizado en Alemania, Austria y algunos países del este.
El constructor del clarinete alemán Fritz Wurlitzer (padre de Herbert Wurlitzer) desarrolló en 1949 una variante del clarinete francés, que llamó un "Reform-Boehm"-clarinete. Es un clarinete con un sistema de digitación francés, cuyo sonido es muy cercano al del clarinete alemán a través de un orificio interno diferente y otra boquilla. Este tipo de clarinete todavía encuentra amantes en algunos países.
El clarinete fue acogido rápidamente por las orquestas y su sonido se iba amoldando y cuajando con la textura de los demás vientos de la orquesta. A Mozart le encantaba el sonido del clarinete que él consideraba como lo más cercano a la voz humana, y escribió numerosas piezas para el instrumento. Ya en los tiempos de Beethoven (c. 1800-1820), el instrumento realizaba un papel imprescindible en cualquier orquesta.
Igualmente el clarinete se ha empleado en el jazz desde las primeras agrupaciones jazzísticas y en las big bands.

### Efectos sonoros

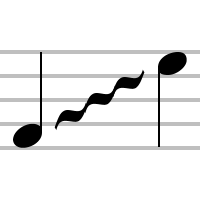
Glissando.

Para realizar los siguientes efectos de manera satisfactoria es recomendable emplear una lengüeta muy flexible, elástica y con suficiente cuerpo.

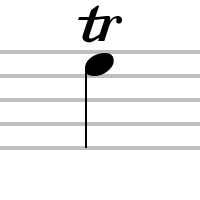
Trino.

Trinos
El clarinete ejecuta todos los trinos mayores y menores comprendidos dentro de su tesitura, tanto en matiz fuerte como en piano. Posee en su mecanismo algunas llaves y prolongaciones que permiten realizar sin demasiada dificultad los trinos. Generalmente, los trinos realizados con los dedos meñiques de ambas manos son los más complicados, por ser estos los dedos menos habilidosos, y por tanto, requerirán más horas de práctica para ejecutarse con destreza. Al estudiar los trinos, se deberá obtener una perfecta regularidad tímbrica y dinámica. Para ello existen ejercicios específicos para dominarlos. Al estudiar los trinos habrá que poner especial cuidado en la posición de los brazos y de las muñecas. El contacto de los dedos con las llaves debe ser ligero y relajado para no generar tensiones que dificulten una interpretación fluida.
Respiración continua.
Como su nombre indica, permite el flujo continuo del aire y permite realizar pasajes de larga duración sin pararse a respirar. Para ello habrá que inspirar normalmente y hacer un sonido; cuando haga falta respirar de nuevo, sin ir hasta el fin de la espiración, hacemos, sin parar de soplar, una reserva de aire en el interior de la boca, llevando la lengua atrás, colocada en forma de arco, como si pronunciáramos la gutural "g", e hinchando eventualmente las mejillas. De esta forma, la lengua actúa de compuerta que presiona el aire mientras se inspira por la nariz, llevando hacia delante la lengua y apretando de nuevo las mejillas.
Trémolo dental.
Se consigue colocando los dientes sobre la lengüeta suavemente y ejerciendo ligeros golpes de estos sobre la lengüeta. Este efecto es poco espontáneo y se utiliza en notas breves, sobre todo en música contemporánea.
Sonidos de eco.
Se consiguen mediante dos instrumentos, uno de los cuales ejecuta un matiz fuerte y el otro contesta entre bastidores en matiz piano. Esta distancia entre los instrumentos es suficiente para atenuar el sonido. También se consigue mediante un instrumento gracias al contraste de matices fuerte – piano.
Sonidos dobles.
Consiste en tocar una nota y cantar otra mentalmente. Se consigue utilizando una parte del aire espirado para hacer vibrar la lengüeta y otra parte para hacer vibrar las cuerdas vocales.
Producciones multifónicas.
Para conseguir este efecto, la nota base debe ser del registro agudo. Sonaremos una nota en este registro y relajaremos los labios disminuyendo la presión hasta que aparezcan las notas inferiores.
Flutter-tonguing, Flatterzunge o Frullati.
Significa vibración de la lengua. Se consigue arqueando la lengua como si pronunciásemos la letra «r» española o italiana. También se consigue inclinando la lengüeta hacia el labio superior y moviendo la lengua rápidamente entre el labio superior y el velo del paladar.
Glissandos.
Se consigue levantando muy poco a poco para pasar de una posición a otra. Los glissandos pueden ser ascendentes o descendentes, aunque resultan más fáciles de ejecutar los ascendentes.
Rollender Ton o sonido retumbado.
Este sonido se consigue oprimiendo fuertemente la base de la lengüeta, con lo que el sonido llega a hacerse intermitente.
Vibrato labial.
Este vibrato se realiza con los labios o embocadura. Se consigue mediante los movimientos ejercidos con los labios sobre la lengüeta. Este vibrato no se utiliza con carácter expresivo, sino para conseguir unos efectos. Durante la ejecución se debe tener presente que es un sonido muerto que está oscilando en el ámbito de altura de un cuarto de tono, y, por tanto, cualquier movimiento de vibrato puede destruir este efecto.
Sonido smorzato.
Significa sonido amortiguado. Consiste en amortiguar el volumen del sonido con pequeños movimientos de la embocadura sobre la lengüeta, a modo de vibrato labial.

## Tipos de clarinetes

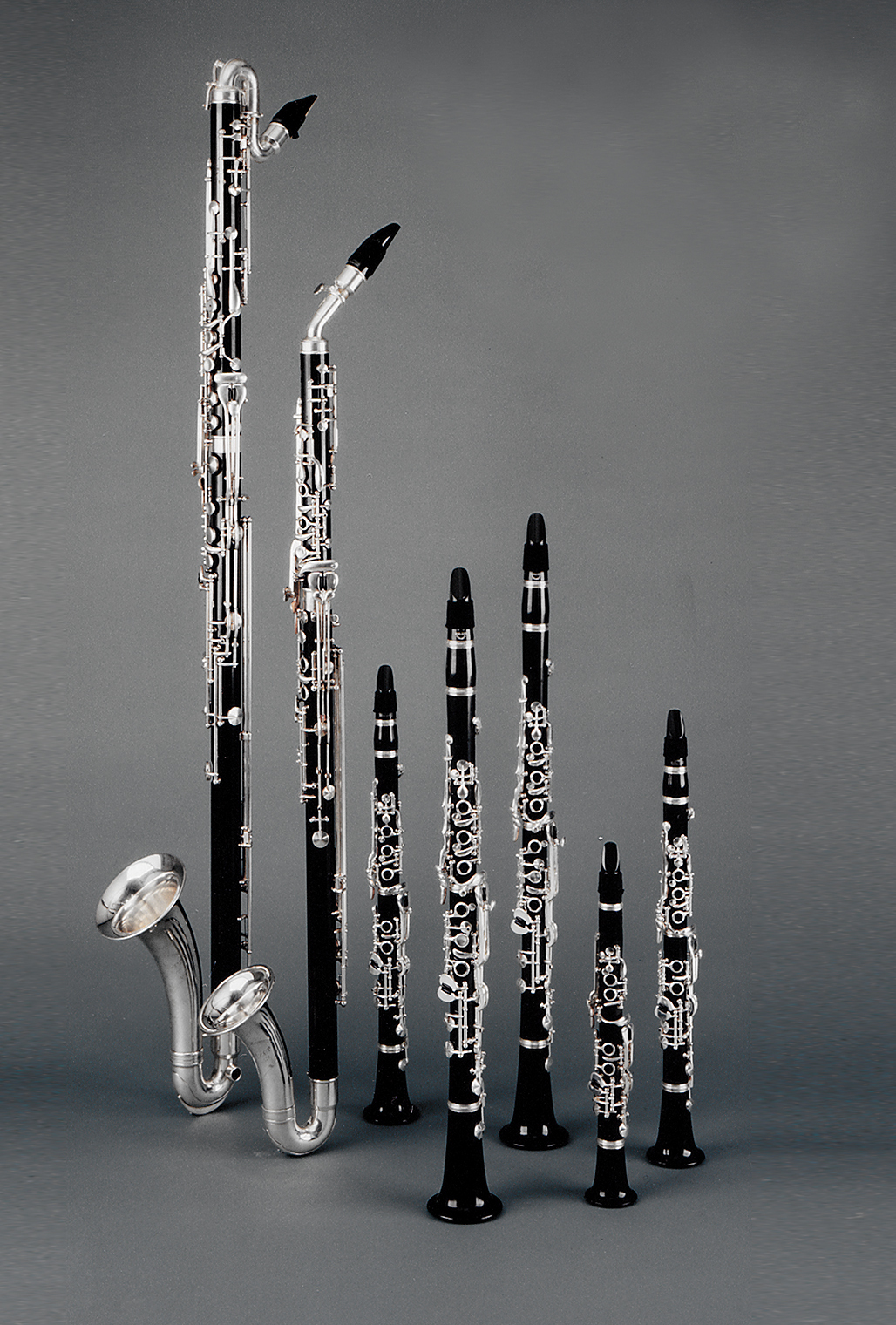
Clarinete bajo, corno di bassetto; clarinetes en re, si bemol y la; clarinetes sopranino en sol y mi bemol, clarinete di bassetto en A (clarinetes modelo alemán).

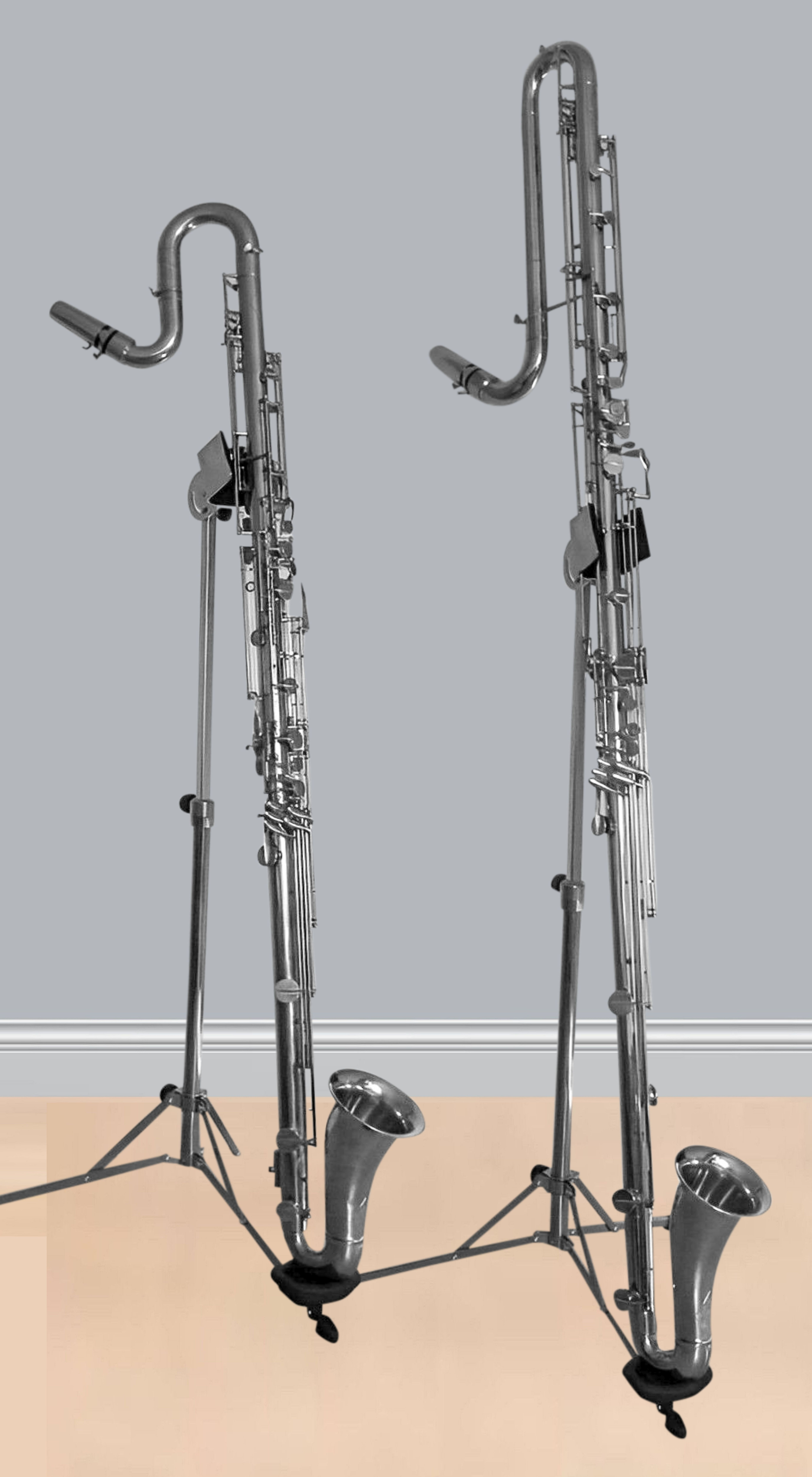
Contrabass and contra-alto clarinets (Boehm)

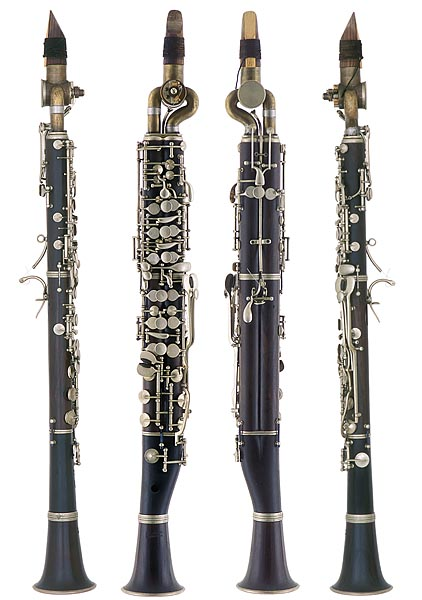
Clarinetes de cuarto de tono.

Existe toda una familia de clarinetes según el registro: desde sopraninos afinados en mi bemol, fa o la bemol, hasta octocontrabajos afinados en si bemol.
Los más utilizados son:
- el sopranino en mi bemol (también llamado requinto y pitu montañés en Cantabria);
- soprano en do, en si bemol (el más utilizado), y en la;
- alto o contralto (en mi bemol);
- bajo en si bemol; y
- contrabajo en si bemol.

Además, hemos de agregar dos tipos de clarinetes muy utilizados durante el clasicismo musical (que son justamente los utilizados en la mayor parte de las obras de Mozart):
- el clarinete di bassetto (afinado en la), y
- el corno di bassetto (afinado en fa).

En los inicios, y debido a la dificultad del clarinete para interpretar en tonalidades con varias alteraciones, por su primitivo estado de evolución, era frecuente la utilización de tres clarinetes: do, si bemol y la, dependiendo de la tonalidad de la obra o movimiento. Aún hoy son habituales, fundamentalmente en el repertorio operístico y en la música contemporánea, si bien el Clarinete en do hoy en día no tiene uso, pues frecuentemente se acostumbra al uso clarinete en si bemol, y al clarinete en la en determinadas obras orquestales con tonalidades más allá de dos sostenidos (re mayor, la mayor, mi mayor, etcétera).
Casi todos estos instrumentos son transpositores. La razón más plausible es que, tras la evolución del clarinete en los siglos XIX y principios del XX, al adquirir la capacidad para tocar en todas las tonalidades, el clarinete soprano en do (hoy en desuso) era demasiado estridente, por su gran contenido de armónicos agudos, por lo que se prefirió el clarinete en si bemol (el más empleado) y en la (con una sonoridad mucho más dulce y oscura que el clarinete en si bemol). Una vez fijado el soprano de la familia, los demás miembros se establecieron en relación con el segundo.

## Repertorio
Desde la incorporación del clarinete a la orquesta en el siglo XVIII, muchos compositores han dedicado grandes páginas a este instrumento, tanto como solista de concierto como formando parte de diversas agrupaciones camerísticas. De estos autores hay que destacar a Mozart, que nos dejó entre otras obras un magnífico concierto y un quinteto, Claude Debussy, Carl Maria von Weber, Johannes Brahms, Ígor Stravinski o Luciano Berio.